# Henry James

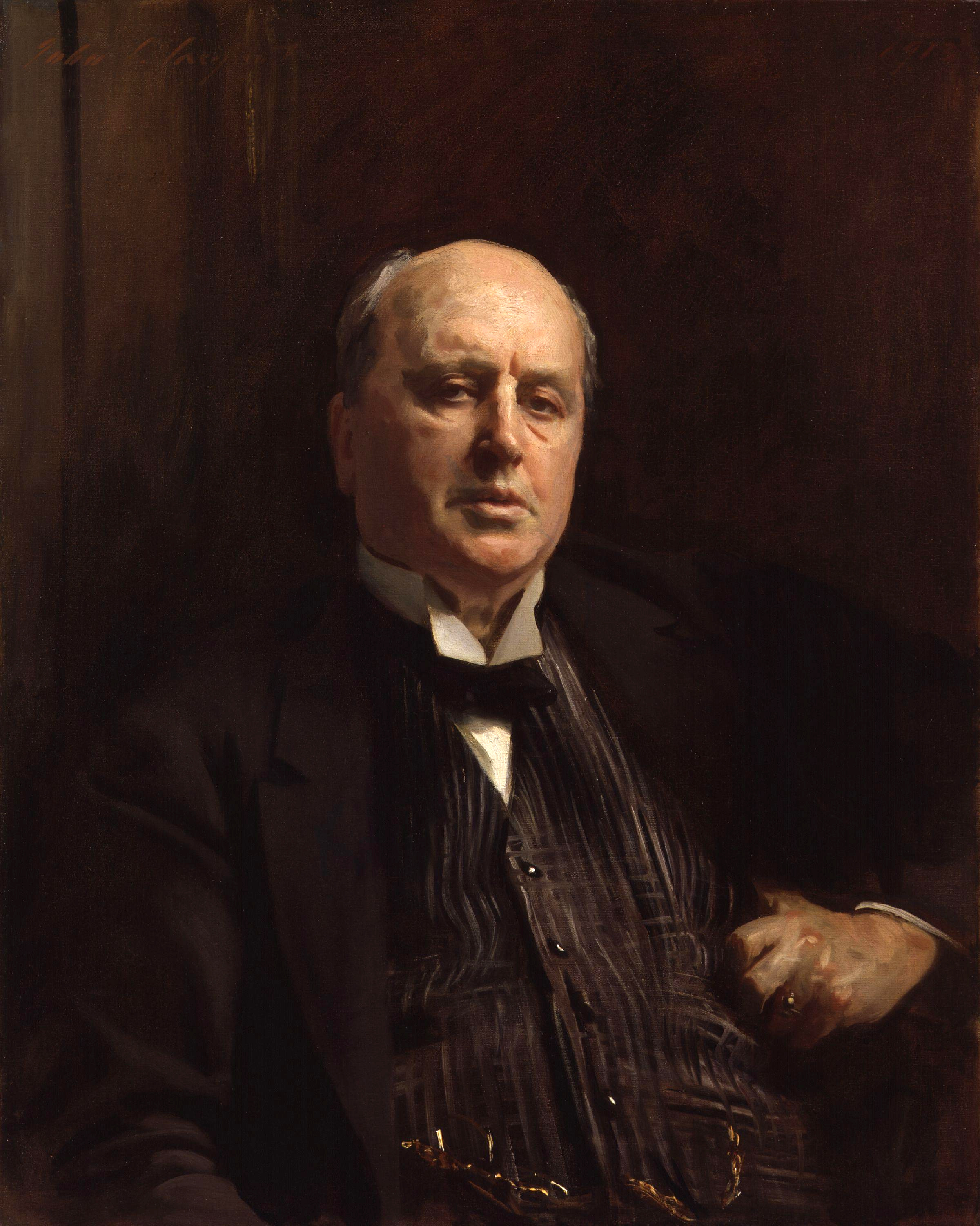
Henry James, Porträt von John Singer Sargent

Henry James (* 15. April 1843 in New York; † 28. Februar 1916 in London, Großbritannien) war ein amerikanisch-britischer Schriftsteller. Er war der jüngere Bruder des Philosophen William James.

## Leben
Henry James wuchs in einer wohlhabenden amerikanischen Familie auf. Sein Vater, Henry James Sr., war einer der angesehensten Intellektuellen in den Vereinigten Staaten, zu dessen Freunden und Bekannten Henry David Thoreau, Ralph Waldo Emerson und Nathaniel Hawthorne zählten. Von früher Jugend an wurde James mit den Klassikern britischer, amerikanischer, französischer und deutscher Literatur vertraut gemacht. In seiner Jugend bereiste Henry Jr. Europa und studierte in New York, London, Paris, Bologna, Bonn und Genf. Im Alter von neunzehn Jahren begann er ein Studium der Rechtswissenschaften an der Harvard Law School, stellte aber bald fest, dass ihm die Literatur näher lag.
Im Alter von zwanzig Jahren begann James, Beiträge für amerikanische Zeitschriften zu verfassen. Ein Jahr später veröffentlichte er seine erste Kurzgeschichte A Tragedy of Errors. Von 1866 bis 1869 und von 1871 bis 1872 war er Mitarbeiter des Magazins The Atlantic Monthly und der Zeitung Nation. Seine erste Erzählung Watch and Ward erschien 1871 als Fortsetzungsgeschichte im Atlantic Monthly. James schrieb sie auf seiner Reise nach Venedig und Paris. Die Erzählung handelt von einem Junggesellen, der ein zwölfjähriges Mädchen adoptiert und später gar heiraten will.
Nachdem er eine Zeit lang in Paris gelebt und von dort aus diverse Artikel für die New York Tribune verfasst hatte, wurde er 1875 in England sesshaft und 1915 britischer Staatsbürger. Der Schock des beginnenden Ersten Weltkriegs hatte James dazu veranlasst, gegen die Nichteinmischungspolitik der USA zu protestieren. In England schrieb er unter anderem für The Yellow Book. Während seiner ersten Jahre in Europa porträtierte James hauptsächlich das Leben von Amerikanern in der Fremde, insbesondere in Europa. 1905 besuchte er zum ersten Mal seit 25 Jahren wieder sein Heimatland und schrieb Jolly Corner, das auf seinen Beobachtungen in und um New York basiert und die albtraumartige Geschichte eines Mannes erzählt, der nach langer Abwesenheit von New York in sein Vaterhaus zurückkehrt und dort sein ungelebtes Leben als Amerikaner in Form der Begegnung mit einem Doppelgänger erfährt.
Zwischen 1906 und 1910 überarbeitete er diverse Erzählungen und Geschichten für die „New York-Edition“ seiner gesammelten Werke, die 1911 bei Charles Scribner’s Son erschien. In den Jahren 1913 bis 1914 erschienen die ersten beiden Bände seiner Autobiographie, A Small Boy and Others sowie Notes of a Son and Brother. Der dritte Band erschien postum 1917. Henry James starb am 28. Februar 1916 im Alter von 72 Jahren, nachdem er kurz zuvor einen Herzanfall erlitten hatte.
James selbst bezeichnete sich als einen „sexuellen Selbstversorger“; zeitlebens hegte er viele enge Männerfreundschaften.
1898 wurde er in die American Academy of Arts and Letters gewählt.

## Literarisches Schaffen
In James’ vielschichtigem Werk spielt der Antagonismus zwischen der „Alten Welt“ Europa mit seiner langen kulturellen Tradition und der Naivität der „Neuen Welt“ Amerika eine wichtige, vielleicht sogar die zentrale Rolle. Ein weiteres Charakteristikum seines Schaffens sind die psychologisch vielschichtigen und sorgfältig gezeichneten Frauenfiguren, wie beispielsweise in Portrait of a Lady.
Als besondere Vorbilder bezeichnete er Honoré de Balzac und George Eliot; über Balzac sagte er einmal, er habe von diesem mehr über das Schreiben gelernt als von irgendjemandem sonst. Das wahrscheinlich bekannteste Zitat über sein eigenes Schreiben stammt aus Die Kunst der Dichtung von 1885:

“A novel is in its broadest sense a personal, a direct impression of life: that, to begin with, constitutes its value, which is greater or less according to the intensity of the impression.”

Einen maßgeblichen Einfluss auf das literarische Schaffen von Henry James hatte auch Johann Wolfgang von Goethe. James, der vorzüglich Deutsch sprach, beschäftigte sich seit seiner Studienzeit in Bonn ein Leben lang mit dessen Schriften und galt als ausgezeichneter Kenner der Werke Goethes. Vornehmlich Wilhelm Meister hatte für James eine bleibende Bedeutung in allen Schaffensperioden.
Die äußerst detailreiche Schilderung des Innenlebens seiner Figuren lässt James als modernen Schriftsteller erscheinen. Er gilt als Meister der indirekten Charakterisierung und wurde unter anderem ein Vorbild für den Bewusstseinsstromstil („stream of consciousness“); besonders bekannte Beispiele dieser Technik finden sich in James Joyce’ Ulysses sowie in Manhattan Transfer von John Dos Passos.
Während Henry James in der angelsächsischen Welt geradezu als Kultautor galt, ist er im deutschen Sprachraum in den Hintergrund geraten. Eine kleinere James-Renaissance wurde nicht nur durch verschiedene verlegerische Aktivitäten (Manesse, Aufbau Verlag u. a.), sondern auch durch die vielfältigen Literaturverfilmungen hervorgerufen.

## Werke
Insgesamt veröffentlichte James 20 Romane, 112 Novellen, zwölf Dramen sowie diverse Reisebücher und Literaturkritiken. Zu seinen wichtigsten Veröffentlichungen zählen
- Watch and Ward, 1871
- Roderick Hudson, 1875
- The American, 1875 (dt. Der Amerikaner; Gesellschafts-Roman)
- Daisy Miller, 1878
- The Europeans, 1878 (dt. Die Europäer)
- Confidence, 1879 (dt. Vertrauen)
- The Portrait of a Lady, 1881 (dt. Bildnis einer Dame oder Porträt einer jungen Dame)
- Washington Square, 1881 (dt. je nach Übersetzung Die Erbin vom Washington Square oder Washington Square)
- Lady Barberina, 1884 (1908 überarbeitet als Lady Barbarina; übers. von Karen Lauer)
- The Bostonians, 1886 (dt. Damen in Boston)
- The Princess Casamassima, 1886 (dt. Die Prinzessin Casamassima)
- The Aspern Papers, 1888, (dt. Asperns Nachlaß, auch: Die Aspern-Schriften)
- The Reverberator, 1888
- The Patagonia, 1888,
  - dt. Überfahrt mit Dame. Eine Salonerzählung; herausgegeben und übersetzt von Alexander Pechmann. Aufbau, Berlin 2013, ISBN 978-3-351-03529-7
- The Tragic Muse, 1890
- Picture and Text, 1893
  - dt. Bild & Text. Übers. von Jan-Frederik Bandel. Hrsg. von Michael Glasmeier, Alexander Roob. Piet Meyer, Bern / Wien 2016, ISBN 978-3-905799-35-4
- The Other House, 1896
- The Way It Came, 1896. (dt. Wie alles kam)
- The Spoils of Poynton, 1897 (dt. Die Kostbarkeiten von Poynton, übers. von Nikolaus Stingl, mit einem Nachwort von Alexander Cammann. Manesse Verlag, Zürich 2017)
- What Maisie Knew, 1897 (dt. Maisie in der Übersetzung von Hans Hennecke 1955; auch: Was Maisie wusste in der Übersetzung von Gottfried Röckelein 2016)[5]
- The Turn of the Screw, 1898 (dt. je nach Übersetzung Das Durchdrehen der Schraube, Die Unschuldsengel, Das Geheimnis von Bly, Der letzte Dreh der Schraube oder Die Drehung der Schraube.) 
Es existiert hierzu auch eine gleichnamige Opernfassung von Benjamin Britten
- The Awkward Age, 1899
- The Tone of Time, 1900 (dt. Patina, ISBN 978-3-8391-0439-2.)
- The Sacred Fount, 1901 (dt. Der Wunderbrunnen)
- The Wings of the Dove, 1902 (dt. Die Flügel der Taube)
- The Ambassadors, 1903 (dt. Die Gesandten)
- The Golden Bowl, 1904 (dt. Die goldene Schale)
- The American Scene, 1907 (als Buch)
- The Outcry, 1911

## Ins Deutsche übersetzte Werke
- Die Aspern-Schriften, übersetzt von Bettina Blumenberg, dtv Verlagsgesellschaft, München, ISBN 978-3-423-14455-1.
- Benvolio. Fünf Erzählungen zum ersten Mal ins Deutsche übersetzt von Ingrid Rein. Manesse Verlag, München 2009, ISBN 978-3-7175-2176-1.
- Daisy Miller. Roman. Deutsch von Britta Mümmler. dtv Verlagsgesellschaft, München 2015.
- Eine Dame von Welt, eine Salonerzählung. Deutsch von Alexander Pechmann. Aufbau-Verl. Berlin 2016. ISBN 978-3-351-03634-8.
- Die Erbin von Washington Square. Roman. Aus d. Amerik. von Alfred Kuoni. Mit einem Nachwort von Dietmar Haack. Zürich: Die Arche 1956.
- Die Europäer. Roman, Kiepenheuer & Witsch, Köln 1970. Neue Ausgabe mit einem Nachwort von Gustav Seibt. Übersetzt von Andrea Ott. Manesse Verlag, Zürich 2015. ISBN 978-3-7175-2388-8.
- Die Flügel der Taube. Roman. Deutsch von Ana Maria Brock. Mit einem Nachwort von Utz Riese. Berlin, Weimar: Aufbau-Verl. 1991. ISBN 3-351-01685-9.
- Der geisterhafte Mietzins (The Ghostly Rental). Übersetzt und mit einem Nachwort versehen von Heiko Postma. Jmb-Verlag, Hannover 2013 (Kabinett der Phantasten. Bd. 41). ISBN 978-3-944342-18-4.
- Die Gesandten. Roman. Hrsg. von Daniel Göske und neu übersetzt von Michael Walter. Hanser Verlag, München 2015. ISBN 978-3-446-24917-2.
- Die mittleren Jahre. Erzählung. Übersetzt von Walter Kappacher. Jung und Jung, Salzburg, ISBN 978-3-99027-077-6.
- Patina. Aus dem Amerikanischen übertragen von Hansi Bochow-Blüthgen. Books on Demand, Norderstedt 2009, ISBN 978-3-8391-0439-2.
- Das Tagebuch eines Mannes von fünfzig Jahren. Sechs Erzählungen zum ersten Mal ins Deutsche übersetzt von Friedhelm Rathjen. Mit einem Nachwort von Maike Albath. Manesse Verlag, Zürich 2015. ISBN 978-3-7175-2306-2.[6]
- Wie alles kam. Fünf Erzählungen zum ersten Mal ins Deutsche übersetzt von Ingrid Rein. Mit einem Nachwort von Angela Schader. Manesse Verlag, München/Zürich 2012. ISBN 978-3-7175-2270-6.
- Bild und Text. Herausgegeben von Michael Glasmeier und Alexander Roob, aus dem Englischen von Jan-Frederik Bandel und mit einem Nachwort von Alexander Roob. Piet Meyer Verlag, Bern/Wien 2016. ISBN 978-3-905799-35-4.
- Lady Barbarina. Aus dem Englischen übersetzt und mit einem Nachwort versehen von Karen Lauer. Dörlemann Verlag, Zürich 2017. ISBN 978-3-03820-946-1.
- Vertrauen. Aus dem Englischen übersetzt von Hans-Christian Oeser und Alexandra Titze-Grabec. 8 Grad Verlag, Freiburg 2023. ISBN 978-3-910228-21-4.

## Verfilmungen (Auswahl)
- 1933: Berkeley Square – Regie: Frank Lloyd – Vorlage: The Sense of the Past
- 1947: Briefe aus dem Jenseits (The lost moment) – Regie: Martin Gabel – Vorlage: The Aspern Papers
- 1949: Die Erbin (The Heiress) – Regie: William Wyler
- 1961: Schloß des Schreckens (The Innocents) – Regie: Jack Clayton – Vorlage: The Turn of the Screw
- 1964: Briefe eines toten Dichters (TV) – Regie: Rudolph Cartier – Vorlage: The Aspern Papers
- 1968: What Maisie Knew (TV) – Regie: Derek Martinus
- 1971: Das Loch in der Tür (The Night Comers) – Regie: Michael Winner – Vorlage: Die sündigen Engel
- 1974: Céline und Julie fahren Boot (Céline et Julie vont en bâteau) – Regie: Jacques Rivette – Vorlage zum Film im Film Phantom Ladies over Paris
- 1974: Daisy Miller – Regie: Peter Bogdanovich
- 1976: What Maisie Knew – Regie: Babette Mangolte
- 1978: Das grüne Zimmer (La chambre verte) – Regie: François Truffaut – Vorlage: Kurzgeschichten The Altar of the Dead, The Friend of Friends, The Beast in the Jungle
- 1979: Die Europäer (The Europeans) – Regie: James Ivory
- 1980: Die Flügel der Taube (Les Ailes de la colombe) – Regie: Benoît Jacquot
- 1984: Die Damen aus Boston (The Bostonians) – Regie: James Ivory
- 1992: Obsession (The Turn of the Screw) – Regie: Rusty Lemorand
- 1996: Der Schüler (L’Élève) – Regie: Olivier Schatzky
- 1996: Portrait of a Lady – Regie: Jane Campion
- 1997: Washington Square – Regie: Agnieszka Holland
- 1997: Wings of the Dove – Die Flügel der Taube (The Wings of the Dove) – Regie: Iain Softley
- 1999: Hell House (The Haunting of Hell House) – Regie: Mitch Marcus
- 1999: The Turn of the Screw (TV) – Regie: Ben Bolt
- 2001: Die Freunde der Freunde (TV-Verfilmung einer Kurzgeschichte) – Regie: Dominik Graf
- 2001: Die goldene Schale (The Golden Bowl) – Regie: James Ivory
- 2006: In a Dark Place – Regie: Donato Rotunno
- 2009: The Turn of the Screw (TV) – Regie: Tim Fywell
- 2012: Das Glück der großen Dinge (What Maisie Knew) – Regie: Scott McGehee, David Siegel
- 2016: La Tutora (nach The Turn of the Screw) – Regie: Iván Noel
- 2016: Am Abend aller Tage (nach Die Aspern-Schriften) – Regie: Dominik Graf
- 2016: The Tutor (La tutora) – Regie: Iván Noel
- 2020: Die Besessenen (The Turning) – Regie: Floria Sigismondi
- 2020: Spuk in Bly Manor (The Haunting of Bly Manor), Fernsehserie – Regie: Mike Flanagan, Vorlage: The Turning of the Screw und weitere